# Torre Libertad
La Torre Libertad (también llamada Torre St. Regis Hotel) es un rascacielos ubicado en el Paseo de la Reforma #439, en la Delegación Cuauhtémoc en la Ciudad de México, frente al monumento de la Diana Cazadora, su construcción comenzó en noviembre de 2004 y concluyó en enero del 2008, fue inaugurado en junio de 2008, con la presencia de  presidente Felipe Calderon. El edificio cuenta con un área comercial en los pisos 1-3 en los cuales albergan salones de fiestas, boutique y restaurantes de super lujo, además de 7 niveles de estacionamiento subterráneo con capacidad para 2,000 cajones disponibles.
Al momento que concluyó su construcción se convirtió en el segundo edificio más alto del Paseo de la Reforma y el noveno más alto de la Ciudad de México, actualmente ocupa el lugar 33 entre los más altos de la Ciudad de México.
La torre alberga un hotel siendo este el primer St. Regis Hotel & Residences de la cadena Starwood Hotels & Resorts Worldwide en Latinoamérica.
El arquitecto del rascacielos es el argentino César Pelli, que previamente había trabajado en la creación de las Torres Petronas, en Kuala Lumpur, las más altas del mundo hasta el año 2004 y en Ciudad de México diseño las Torres Gemelas de Polanco llamadas el Residencial del Bosque 1, el Residencial del Bosque 2 y el Edificio de la Coca Cola.

## La forma
- Su altura es de 150.1 metros hasta la espiral, hasta el último piso la altura es de 138.8 metros y hasta el techo o tejado la altura se incrementa a 144.5 metros y tiene 32 pisos,[4] la altura de piso a techo es de 4 metros.

- El edificio está equipado con 15 elevadores del alta velocidad que se moverán a una velocidad de 6.6 metros por segundo, además de contar con 3 escaleras de emergencia presurizadas, unidades automáticas manejadoras de aire acondicionado, sistema mecánicos, eléctricos y de telecomunicaciones en cada piso. Cada planta de piso cuenta con una superficie promedio de 1,750 a 1,825 metros cuadrados, libre de columnas y con una altura libre de cada piso de 4.12 m. El área total del edificio será de 78,900 m² de espacio de habitaciones. Antiguamente el espacio era ocupado por un estacionamiento público.

- Es muchas veces llamado el edificio vaso debido a la forma de su construcción.

## Estructura e ingeniería sísmica de la torre
- Dada la sismicidad de la Ciudad de México, el edificio contó previa a su construcción con un estudio de ingeniería sísmica para poderlo aislar sismicamente y protegerlo de los terremotos que asechan constantemente a la ciudad, para eso se consideraron las siguientes herramientas antisísmicas; 200 pilotes de concreto, de hormigón y acero que penetran a una profundidad de 60 metros superando el relleno pantanoso hasta llegar al subsuelo más firme y así lograr una mayor estabilidad al momento de la llegada de las ondas sísmicas así como la disipación de la energía devastadora de un terremoto. Además la torre cuenta con una estructura pretensada la cual ayuda a mantener protegido el esqueleto del edificio además de dar una mayor estabilidad y mantener su configuración vertical. La losa fue revestida de hormigón pretensado para soportar la enorme carga de la estructura y el armazón de vidrio del edificio.

- La torre puede soportar en teoría un terremoto de 9.0 en la escala de Richter, el mayor terremoto que la torre ha soportado fue el sucedido el 7 de septiembre de 2017 de 8.2 y el del 19 de septiembre de 2017 el cual tuvo una intensidad de 7.1 en la escala de Richter.

- La torre resiste vientos de 257 kilómetros por hora, los vidrios son de 2.3 centímetros de grosor.

- Se le considera uno de los edificios más seguros de la ciudad junto con: Torre Mayor, Chapultepec Uno, Torre BBVA, Torre Reforma, Torre Ejecutiva Pemex, World Trade Center México, Torre Latinoamericana, Torre HSBC, Edificio Reforma Avantel, Torre Mexicana de Aviación, Torre Insignia y Torre Lomas.

## Detalles importantes

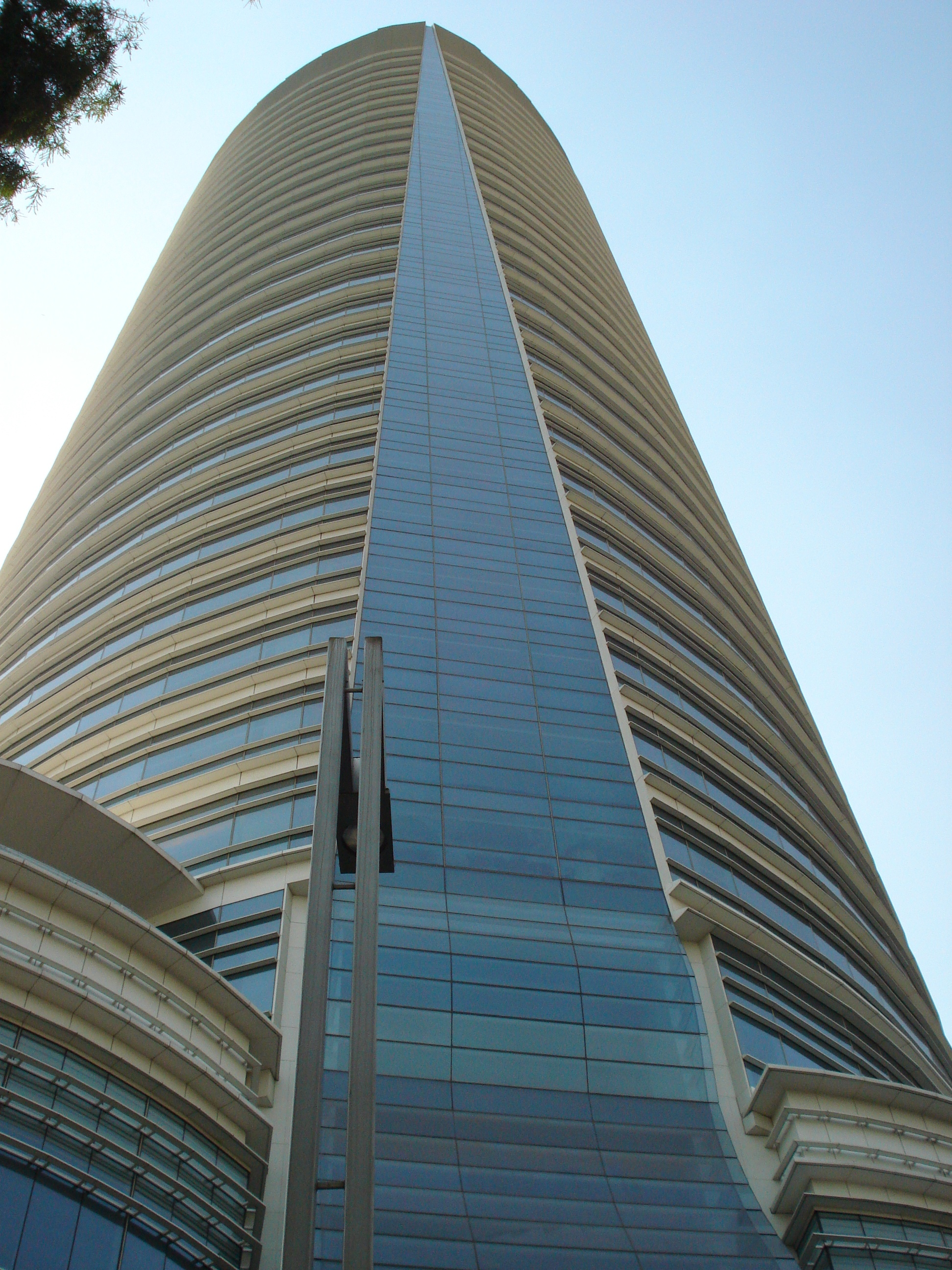
Torre Libertad a lo largo de sus 150.1 metros.

- El proyecto inicial fue presentado como Torre Libertad, pero al finalizar su construcción fue llamada la Torre Regis, pero también es llamada por su nombre oficial Torre Libertad.

- El 13 de abril del 2007 soportó un temblor de 6.3 en la escala de Richter con epicentro en el estado de Guerrero, como dato, es el primer temblor moderado que asecha a la torre. En el año 2009 se registraron dos importantes temblores los cuales tuvieron lugar el 27 de abril de 2009 con una intensidad de 5.7 en la escala de Richter y el de mayo de una intensidad 6.0 en la escala de Richter, y el del 30 de junio de 2010 con una intensidad de 6.4 en la escala de Richter.

- Cabe destacar que en el mundo solo existen trece St. Regis Hotel & Residences.

- Tiene 189 habitaciones, contara con 16 Spa convirtiéndolos en los más exclusivo de la Ciudad, en el interior del rascacielos se usaran exclusivos materiales como mármol en las escaleras.

- Además de incluir del piso 4 al piso 14 habitaciones de hotel, incluirá también un remede SPA del piso 15 al 16, del piso 17 al 28 departamentos residenciales y del piso 29 al 32 penthouses de lujo, convirtiéndose en uno de los más exclusivos de la ciudad.

- Se encuentra ubicado entre tres rascacielos más altos del centro de la Ciudad de México que son la 'Torre Mayor', la 'Torre Ejecutiva Pemex' y la 'Torre Latinoamericana'.

- El edificio es de las nuevas construcciones de la avenida Paseo de la Reforma junto con, Edificio Reforma 222 Torre 1, Reforma 222 Centro Financiero, Torre Magenta, Edificio Reforma 90, Torre HSBC, Torre Libertad, Edificio Reforma 243, Torre Florencia, Torre Reforma.

## Edificio inteligente

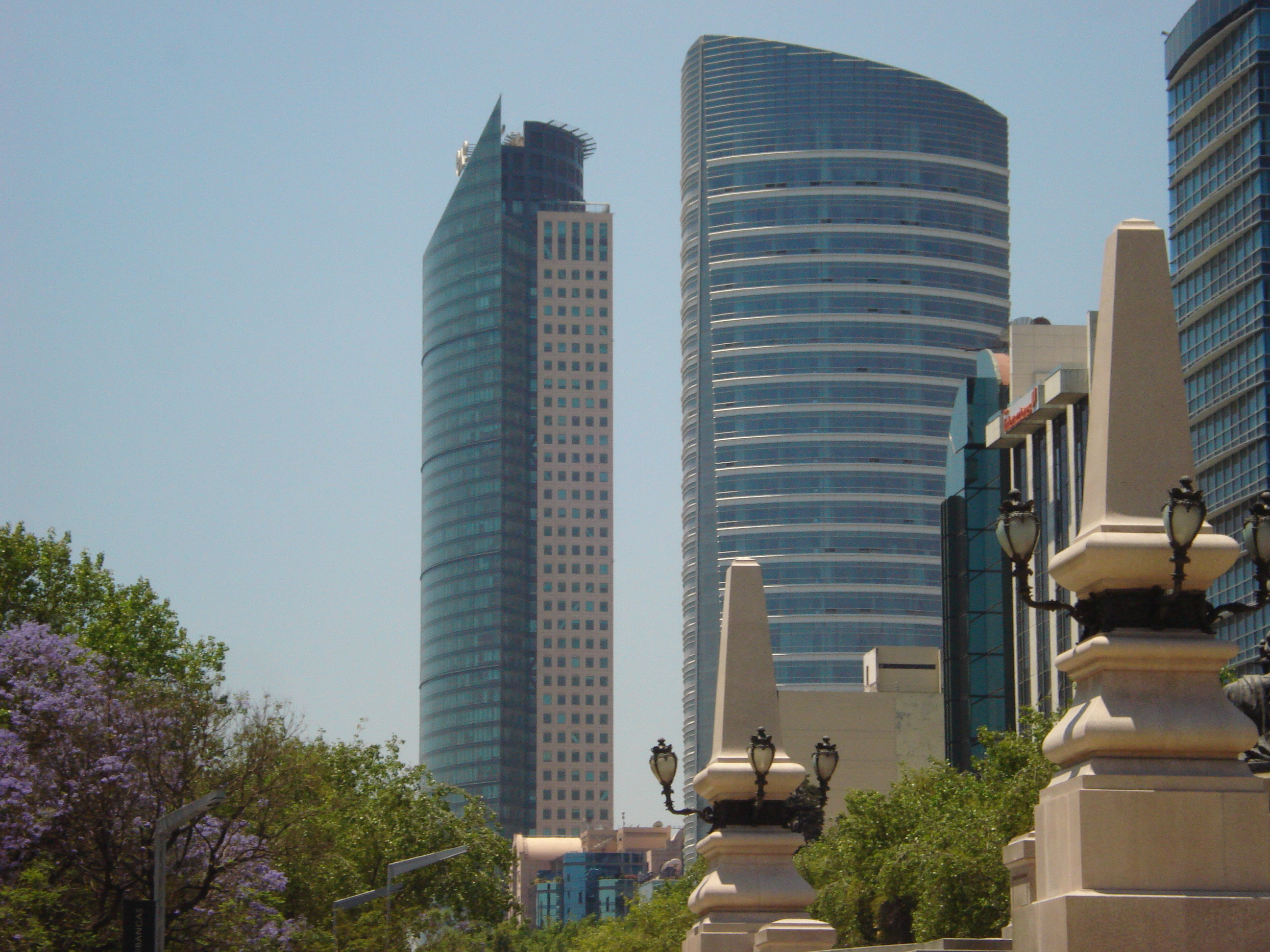
La torre en abril de 2009.

La Torre St. Regis está administrada por el Building Management System (BMS), un sistema inteligente que controla todas las instalaciones y equipos de forma armónica y eficiente para proteger la vida humana de los inquilinos. A este sistema están integrados los sistemas: eléctrico, hidro-sanitario, de elevadores y protección contra incendio y tiene la capacidad de controlar la iluminación del edificio.
Es considerado un edificio inteligente, debido a que el sistema de luz es controlado por un sistema llamado B3, al igual que el de Torre Mayor, Torre Ejecutiva Pemex, World Trade Center México, Torre Altus, Arcos Bosques, Arcos Bosques Corporativo, Torre Latinoamericana, Edificio Reforma 222 Torre 1, Haus Santa Fe, Edificio Reforma Avantel, Residencial del Bosque 1, Residencial del Bosque 2, Torre del Caballito, Torre HSBC, Panorama Santa fe, City Santa Fe Torre Amsterdam, Santa Fe Pads, Reforma 222 Centro Financiero, Torre Lomas.
Contara con un sistema automático ahorrador de agua, siendo este sistema primero en México, y se le considerara un edificio ecológico.
También contara con elevadores automáticos, esto quiere decir que una vez que empiece el uso de la Torre, estos serán inteligentes y se encontraran siempre en los pisos de más afluencia de personas.
El edificio cuenta con una manejadora de aire automática en cada nivel para surtir.
El edificio cuenta con los siguientes sistemas:
- Sistema de generación y distribución de agua helada ahorrador de energía.
- Sistema de volumen variable de aire (Unidades manejadoras de aire y preparaciones de ductos de alta velocidad en cada nivel de oficinas).
- Sistema de extracción sanitarios generales en cada nivel de oficinas.
- Sistema de ventilación mecánica de aire automático en estacionamientos,
- Sistema de extracción mecánica cuarto de basura.
- Sistema de acondicionamiento de aire automático tipo mini-split para cuarto de control, administración, venta y sala de juntas.

### Sistema de detección de incendios
La torre cuenta con sistemas de detección y extinción automáticos de incendios. Todas las áreas comunes, incluyendo los sótanos de estacionamiento, cuentan con sistema de rociadores y de detectores de humo conectados al sistema central inteligente del edificio. Además, como complemento del sistema se instalaraon gabinetes con manguera, con un extintor de polvo químico seco tipo ABC de 6 kg. 

### Sistema de extracción de humos
En el cuarto se instalaron:
- Una bomba Jockey para mantener la presión.
- Una bomba con motor eléctrico para el servicio norma.
- Una bomba con motor de combustión interna para el servicio de emergencia.

- Todos los tableros y accesorios para el funcionamiento de los equipos contra incendio son totalmente automáticos y son conectados al sistema inteligente de la torre.

## Datos clave
- Altura- 150.1 metros.
- Área total- 125,000 m².

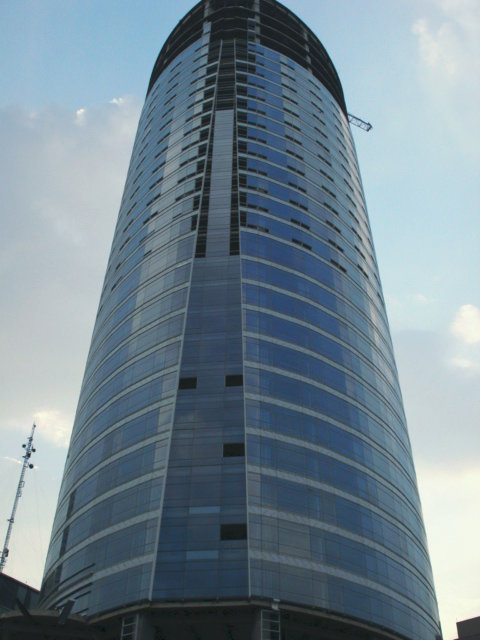
Torre St. Regis Hotel & Residences, en construcción en abril de 2007.

- Espacio de habitaciones- 78,900 m².
- Pisos- 7 niveles subterráneos de estacionamiento en los 40 niveles totales.
- Estructura de concreto armado con:
  - 31,000 metros cúbicos de concreto
  - 12,000 toneladas de acero estructural y de refuerzo
  - 65 amortiguadores sísmicos.
- Condición: 	Terminada
- Rango: 	
  - En México: 10.º lugar, 2011: 20.º lugar
  - En Latinoamérica: 32.º lugar
  - En Ciudad de México: 9.º lugar, 2011: 13.eɾ lugar
  - En la Avenida el Paseo de la Reforma: 2.º lugar, 2011: 4.º lugar